# باشگاه فوتبال سویا اتلتیکو
باشگاه فوتبال سویا اتلتیکو (انگلیسی: Sevilla Atlético) یک باشگاه فوتبال اسپانیایی است که به عنوان تیم دوم باشگاه فوتبال سویا عمل می‌کند و در شهر سویا استقرار دارد.

## تاریخچه
در فصل ۲۰۱۸–۲۰۱۷، پس از از دست دادن سرمربی دیگو مارتینز و همچنین بازیکنان کلیدی بورخا لاسو، آنتونیو کوتان و دیگو گونزالس و با سرمربی سابق سویا، لوئیس توونت، سویا اتلتیکو از دسته دوم سقوط کرد و فصل را با ۳۲ امتیاز در آخرین رده به پایان رساند.

## نام‌های پیشین
- "باشگاه ورزشی پوئرو" (۱۹۵۰–۱۹۶۰)
- "سویا اتلتیکو" (۱۹۶۰–۱۹۹۱)
- "باشگاه فوتبال سویا بی" (۱۹۹۱–۱۹۹۲)
- "باشگاه فوتبال سویا بی اس‌ای‌دی (۱۹۹۲–۲۰۰۶)
- "سویا اتلتیکو" (۲۰۰۶–اکنون)